# Ureña
Pour les articles homonymes, voir Urena.
Ureña est une ville de l'État de Táchira au Venezuela, capitale de la paroisse civile de Pedro María Ureña et chef-lieu de la municipalité de Pedro María Ureña. Son territoire est bordé à l'ouest par le cours du río Táchira, marquant une section de la frontière entre la Colombie et le Venezuela. Le pont Francisco-de-Paula-Santander (es) franchit cette rivière, reliant ainsi Ureña à la grande ville colombienne de Cúcuta située sur la rive occidentale.